# Republica Moldova la Jocurile Olimpice de vară din 2004
Republica Moldova a participat la Jocurile Olimpice de vară din 2004 care au avut loc la Atena, Grecia, în perioada 13-29 august 2004.

## Participanți
Delegația a cuprins 33 de sportivi.

## Atletism
Masculin
Probe pe drum și traseu
| Atlet              | Probă            | Preliminare | Preliminare | Finală       | Finală       |
| Atlet              | Probă            | Rezultat    | Loc         | Rezultat     | Loc          |
| ------------------ | ---------------- | ----------- | ----------- | ------------ | ------------ |
| Fedosei Ciumacenco | 20 km marș       | N/A         | N/A         | 1:29:06      | 34           |
| Ion Luchianov      | 3000 m obstacole | 8:26,17 RN  | 9           | nu a avansat | nu a avansat |

Probe pe teren
| Atlet             | Probă                | Calificare | Calificare | Finală       | Finală       |
| Atlet             | Probă                | Distanță   | Loc        | Distanță     | Loc          |
| ----------------- | -------------------- | ---------- | ---------- | ------------ | ------------ |
| Ivan Emilianov    | Aruncarea greutății  | 19,25      | 25         | nu a avansat | nu a avansat |
| Vadim Hranovschi  | Aruncarea discului   | 55,64      | 32         | nu a avansat | nu a avansat |
| Vladimir Letnicov | Triplusalt           | 16,25      | 32         | nu a avansat | nu a avansat |
| Roman Rozna       | Aruncarea ciocanului | 71,78      | 28         | nu a avansat | nu a avansat |

Probe combinate – decatlon
| Atlet            | Probă    | 100 m | SL   | AG    | SI   | 400 m | 110 m g | AD    | SP | AS    | 1500 m  | Total | Loc |
| ---------------- | -------- | ----- | ---- | ----- | ---- | ----- | ------- | ----- | -- | ----- | ------- | ----- | --- |
| Victor Covalenco | Rezultat | 11,28 | 7,20 | 13,04 | 1,85 | 51,82 | 15,80   | 38,19 | FR | 53,46 | 4:32,81 | 6543  | 30  |
| Victor Covalenco | Puncte   | 799   | 862  | 670   | 670  | 733   | 755     | 628   | 0  | 640   | 786     | 6543  | 30  |

Feminin
Probe pe drum și traseu
| Atletă                 | Probă    | Preliminare | Preliminare | Semifinale   | Semifinale   | Finală       | Finală       |
| Atletă                 | Probă    | Rezultat    | Loc         | Rezultat     | Loc          | Rezultat     | Loc          |
| ---------------------- | -------- | ----------- | ----------- | ------------ | ------------ | ------------ | ------------ |
| Natalia Cerches        | 10 000 m | N/A         | N/A         | N/A          | N/A          | 34:04,97     | 27           |
| Olga Cristea           | 800 m    | 2:08,97     | 6           | nu a avansat | nu a avansat | nu a avansat | nu a avansat |
| Svetlana Șepelev-Tcaci | Maraton  | N/A         | N/A         | N/A          | N/A          | 3:03:29      | 61           |

Probe pe teren
| Atletă        | Probă                | Calificare | Calificare | Finală       | Finală       |
| Atletă        | Probă                | Distanță   | Loc        | Distanță     | Loc          |
| ------------- | -------------------- | ---------- | ---------- | ------------ | ------------ |
| Olga Bolșova  | Triplusalt           | 13,90      | 24         | nu a avansat | nu a avansat |
| Inna Gliznuța | Săritură în înălțime | 1,85       | =26        | nu a avansat | nu a avansat |

## Box
| Sportiv         | Probă        | Primul meci          | Optimi                | Sferturi de finală | Semifinale        | Finală            | Finală |
| Sportiv         | Probă        | Adversar Rezultat    | Adversar Rezultat     | Adversar Rezultat  | Adversar Rezultat | Adversar Rezultat | Loc    |
| --------------- | ------------ | -------------------- | --------------------- | ------------------ | ----------------- | ----------------- | ------ |
| Igor Samoilenco | Muscă        | Gamboa (CUB) P 33–46 | nu a avansat          | nu a avansat       | nu a avansat      | nu a avansat      | =17    |
| Vitalie Grușac  | Semimijlocie | Bye                  | Kim J-J (KOR) P 20–23 | nu a avansat       | nu a avansat      | nu a avansat      | =9     |

## Ciclism
Șosea
| Sportiv       | Probă          | Timp    | Loc |
| ------------- | -------------- | ------- | --- |
| Ruslan Ivanov | Cursa pe șosea | 5:50:35 | 54  |
| Igor Pugaci   | Cursa pe șosea | 5:50:35 | 66  |

## Haltere
| Sportiv          | Probă   | Smuls    | Smuls | Aruncat  | Aruncat | Total | Loc |
| Sportiv          | Probă   | Rezultat | Loc   | Rezultat | Loc     | Total | Loc |
| ---------------- | ------- | -------- | ----- | -------- | ------- | ----- | --- |
| Eugen Bratan     | −94 kg  | 175      | 4     | 205      | 13      | 380   | 10  |
| Vadim Vacarciuc  | −94 kg  | 175      | NAT   | —        | —       | —     | NAT |
| Alexandru Bratan | −105 kg | 192,5    | 2     | 222,5    | 5       | 415   | 4   |

## Judo
| Sportiv      | Probă  | Primul tur           | Optimi                         | Sferturi de finală   | Semifinale              | Recalificări      | Finală / FM               | Finală / FM |
| Sportiv      | Probă  | Adversar Rezultat    | Adversar Rezultat              | Adversar Rezultat    | Adversar Rezultat       | Adversar Rezultat | Adversar Rezultat         | Loc         |
| ------------ | ------ | -------------------- | ------------------------------ | -------------------- | ----------------------- | ----------------- | ------------------------- | ----------- |
| Victor Bivol | −73 kg | Leon (VEN) C 100–000 | Malekmohammadi (IRI) C 100–000 | Neto (POR) C 100–000 | Lee W-H (KOR) P 000–100 | Bye               | Guilheiro (BRA) P 000–100 | 5           |

## Lupte
Lupte libere masculin
| Sportiv           | Probă  | Calificări             | Calificări           | Calificări | Sferturi de finală | Semifinale        | Finală / FM       | Finală / FM |
| Sportiv           | Probă  | Adversar Rezultat      | Adversar Rezultat    | Loc        | Adversar Rezultat  | Adversar Rezultat | Adversar Rezultat | Loc         |
| ----------------- | ------ | ---------------------- | -------------------- | ---------- | ------------------ | ----------------- | ----------------- | ----------- |
| Ghenadie Tulbea   | −55 kg | Montero (CUB) P 0–3 PO | Abas (USA) P 1–3 PP  | 3          | nu a avansat       | nu a avansat      | nu a avansat      | 21          |
| Ruslan Bodișteanu | −66 kg | Asgarov (AZE) P 1–3 PP | Kelly (USA) P 0–3 PP | 3          | nu a avansat       | nu a avansat      | nu a avansat      | 19          |

## Natație
Masculin
| Sportiv            | Probă       | Calificări | Calificări | Semifinale   | Semifinale   | Finală       | Finală       |
| Sportiv            | Probă       | Timp       | Loc        | Timp         | Loc          | Timp         | Loc          |
| ------------------ | ----------- | ---------- | ---------- | ------------ | ------------ | ------------ | ------------ |
| Andrei Capitanciuc | 100 m bras  | 1:05,65    | =47        | nu a avansat | nu a avansat | nu a avansat | nu a avansat |
| Octavian Guțu      | 100 m liber | 51,84      | 47         | nu a avansat | nu a avansat | nu a avansat | nu a avansat |
| Alexandru Ivlev    | 100 m spate | 1:00,13    | 42         | nu a avansat | nu a avansat | nu a avansat | nu a avansat |
| Andrei Mihailov    | 200 m spate | 2:06,97    | 34         | nu a avansat | nu a avansat | nu a avansat | nu a avansat |
| Ștefan Pinciuc     | 200 m liber | 1:54,56    | 49         | nu a avansat | nu a avansat | nu a avansat | nu a avansat |
| Sergiu Postică     | 200 m bras  | 2:27,21    | 45         | nu a avansat | nu a avansat | nu a avansat | nu a avansat |
| Victor Rogut       | 400 m liber | 4:01,68    | 35         | N/A          | N/A          | nu a avansat | nu a avansat |
| Andrei Zaharov     | 200 m mixt  | 2:07,40    | 39         | nu a avansat | nu a avansat | nu a avansat | nu a avansat |

Feminin
| Sportivă        | Probă       | Calificări | Calificări | Semifinale   | Semifinale   | Finală       | Finală       |
| Sportivă        | Probă       | Timp       | Loc        | Timp         | Loc          | Timp         | Loc          |
| --------------- | ----------- | ---------- | ---------- | ------------ | ------------ | ------------ | ------------ |
| Nicoleta Coica  | 100 m liber | 59,85      | 47         | nu a avansat | nu a avansat | nu a avansat | nu a avansat |
| Maria Tregubova | 50 m liber  | 28,40      | 48         | nu a avansat | nu a avansat | nu a avansat | nu a avansat |

## Tir
| Sportiv       | Probă             | Calificare | Calificare | Finală       | Finală       |
| Sportiv       | Probă             | Puncte     | Loc        | Puncte       | Loc          |
| ------------- | ----------------- | ---------- | ---------- | ------------ | ------------ |
| Oleg Moldovan | 10 m țintă mobilă | 568        | 14         | nu a avansat | nu a avansat |

## Legături externe
- Atena 2004 Arhivat în 16 ianuarie 2022, la Wayback Machine. la Comitetul Național Olimpic și Sportiv din Republica Moldova
- en  Republic of Moldova at the 2004 Summer Olympics la Olympedia.org
- en  Moldova at the 2004 Athina Summer Games la Sports Reference